# Dávid Danku
Dávid Danku (1990) è un ex giocatore di football americano ungherese che ha giocato nel ruolo di runningback.